# Germil (Ponte da Barca)
Germil foi uma freguesia portuguesa do concelho de Ponte da Barca, com 13,73 km² de área e 49 habitantes (2011). Densidade: 3,6 hab/km².
Foi extinta (agregada) pela reorganização administrativa de 2012/2013, sendo o seu território integrado na União das Freguesias de Entre Ambos-os-Rios, Ermida e Germil.
A povoação de Germil situa-se na cota dos 600 metros, encaixada nos pequenos socalcos e que constitui um exemplo típico de uma povoação de habitat serrano. Germil é uma típica aldeia de montanha situada num dos muitos cumes da Serra Amarela, em pleno Parque Nacional da Peneda Gerês e a escassos 15 quilómetros da sede de concelho, Ponte da Barca
Em Portugal, a petalite foi descoberta pela primeira vez junto desta aldeia.

## População
| População da freguesia de Germil | População da freguesia de Germil | População da freguesia de Germil | População da freguesia de Germil | População da freguesia de Germil | População da freguesia de Germil | População da freguesia de Germil | População da freguesia de Germil | População da freguesia de Germil | População da freguesia de Germil | População da freguesia de Germil | População da freguesia de Germil | População da freguesia de Germil | População da freguesia de Germil | População da freguesia de Germil |
| -------------------------------- | -------------------------------- | -------------------------------- | -------------------------------- | -------------------------------- | -------------------------------- | -------------------------------- | -------------------------------- | -------------------------------- | -------------------------------- | -------------------------------- | -------------------------------- | -------------------------------- | -------------------------------- | -------------------------------- |
| 1864                             | 1878                             | 1890                             | 1900                             | 1911                             | 1920                             | 1930                             | 1940                             | 1950                             | 1960                             | 1970                             | 1981                             | 1991                             | 2001                             | 2011                             |
| 131                              | 126                              | 119                              | 129                              | 149                              | 150                              | 148                              | 147                              | 183                              | 186                              | 176                              | 150                              | 103                              | 70                               | 49                               |

| Distribuição da População por Grupos Etários | Distribuição da População por Grupos Etários | Distribuição da População por Grupos Etários | Distribuição da População por Grupos Etários | Distribuição da População por Grupos Etários | Distribuição da População por Grupos Etários | Distribuição da População por Grupos Etários | Distribuição da População por Grupos Etários | Distribuição da População por Grupos Etários | Distribuição da População por Grupos Etários |
| -------------------------------------------- | -------------------------------------------- | -------------------------------------------- | -------------------------------------------- | -------------------------------------------- | -------------------------------------------- | -------------------------------------------- | -------------------------------------------- | -------------------------------------------- | -------------------------------------------- |
| Ano                                          | 0-14 Anos                                    | 15-24 Anos                                   | 25-64 Anos                                   | > 65 Anos                                    |                                              | 0-14 Anos                                    | 15-24 Anos                                   | 25-64 Anos                                   | > 65 Anos                                    |
| 2001                                         | 3                                            | 7                                            | 22                                           | 38                                           |                                              | 4,3%                                         | 10,0%                                        | 31,4%                                        | 54,3%                                        |
| 2011                                         | 0                                            | 4                                            | 21                                           | 24                                           |                                              | 0,0%                                         | 8,2%                                         | 42,9%                                        | 49,0%                                        |

Média do País no censo de 2001:  0/14 Anos-16,0%; 15/24 Anos-14,3%; 25/64 Anos-53,4%; 65 e mais Anos-16,4%
Média do País no censo de 2011:   0/14 Anos-14,9%; 15/24 Anos-10,9%; 25/64 Anos-55,2%; 65 e mais Anos-19,0%

## Património
- Igreja Paroquial de São Vicente de Germil;
- Cruzeiros;
- Igreja Paroquial de Santa Maria da Cabração;
- Casas feitas de xisto.